# Сербский Образ
«Сербский Образ» (серб. Србски Образ) или «Отечественное движение „Образ“» (серб. Отачаствени покрет „Образ“) — правая организация в Сербии, чья деятельность была запрещена сербским Конституционным судом решением от 12 июня 2012 года. Организация выступает за создание сербской православной монархии на территории «от Купы до Вардара и от Дуная до Адриатики». Официальной идеологией «Образа» является Святосавье (сербский национализм). Его деятельность характеризуется пропагандой традиционных сербских ценностей. В 2005 году Министерство внутренних дел Сербии и Комитет по безопасности при Скупщине Воеводины охарактеризовали «Образ» как «клерофашистскую организацию». На протяжении последних нескольких лет сторонники организации различными методами препятствовали проведению выставок, парадов и шествий, с содержанием которых были не согласны. По мнению ряда аналитиков, «Образ» пользуется поддержкой Сербской православной церкви и части политической элиты Сербии. После ряда требования запрета организации, в 2009 году Министерство по вопросам прав человека и национальных меньшинств и Прокуратура Сербии поставили вопрос о законности деятельности «Образа».

## История
В конце 2000 года деятельность издателей журнала активизировалась и он перерос в политическую организацию. Внимание общественности к Образу привлек инцидент в Объединении писателей Сербии в ноябре того же года, когда служба безопасности, состоящая из членов организации, выдворила из зала группу писателей, начавших конфликт с руководством Объединения и требовавших введения в нём «демократических отношений». В 2001 году глава «Образа» Небойша Крстич погиб в автомобильной катастрофе. Его соратники и ряд других патриотических организаций отказались принять такой вывод полиции и заявили об убийстве. По некоторым утверждениям, СМИ обошли вниманием эту трагедию. После гибели Крстича «Образ» возглавил молодой историк Младен Обрадович.